# Viola mercurii
Viola mercurii är en violväxtart som beskrevs av Theodhoros Georgios Orphanides, Halácsy. Viola mercurii ingår i släktet violer, och familjen violväxter. Inga underarter finns listade i Catalogue of Life.